# Тяпкин, Матвей Семёнович
Матвей Семёнович Тяпкин (Глазыня)  —  русский государственный деятель, наместник  в  Мценске  в  1536—1537 годах.
Его дядя Тяпкин, Иван Иванович  был  наместником  в  Калуге.